# Joachim Wichmann
Joachim Wichmann (* 8. Dezember 1917 in Berlin; † 22. Mai 2002 in Dießen am Ammersee) war ein deutscher Schauspieler, Autor und Synchronsprecher sowie Hörbuchleser.

## Karriere
Nach seiner Schauspielausbildung erhielt Joachim Wichmann Engagements in Halberstadt, Hildesheim, Basel, Zürich, München und Göttingen, wo auch einige seiner Stücke am Deutschen Theater uraufgeführt wurden.
Er spielte in diversen Fernsehserien mit, unter anderem die Hauptrolle als Kriminalamtsrat Georg Zapf in der ARD-Vorabendserie Inspektion Lauenstadt mit 13 Folgen. Einem breiten Publikum wurde Wichmann durch seine Mitwirkung in der witzig-komödiantischen ARD-Vorabendserie Büro, Büro bekannt. Die Serie erzählt den (meist chaotischen) Arbeitsablauf in der fiktiven Sportartikelfirma Lurzer KG. Wichmann spielte hier den Personalchef und Geschäftsführer Herbert Brokstedt, der stets dienstlich korrekt versucht, den Arbeitsablauf in der Firma zu managen. „In der Figur des Dr. Brokstedt wurde dem Typ des hinterhältigen, aber feigen Chefs ein schönes Denkmal gesetzt“, schrieb die Frankfurter Allgemeine anlässlich einer Wiederholung der Serie. Daneben war Joachim Wichmann in populären Krimiserien wie Der Kommissar, Der Alte, Tatort, Derrick oder Ein Fall für Zwei zu sehen.

## Filmografie
- 1956: Ein Mädchen aus Flandern
- 1959: Nick Knattertons Abenteuer
- 1963: Bilderkomödie
- 1964: Der Feigling und die Tänzerin (als Autor)
- 1964: Das Martyrium des Peter O’Hey
- 1966: Der Beginn
- 1968: Die fünfte Kolonne – Eine Million auf Nummernkonto
- 1969: Die Dubrow-Krise
- 1972: Ein Toter stoppt den 8 Uhr 10
- 1973: Okay S.I.R. – Alte Rechnungen
- 1974: Derrick – Stiftungsfest
- 1974: Der Kommissar – Der Segelbootmord
- 1974: Die Powenzbande
- 1975: Tatort – Die Abrechnung
- 1976: Die Hebamme
- 1976: Inspektion Lauenstadt (13 Folgen)
- 1977: Derrick – Inkasso
- 1978: Jauche und Levkojen
- 1978: Schwarz und weiß wie Tage und Nächte
- 1979: Der Alte – Der Abgrund
- 1979: Parole Chicago
- 1979: Derrick – Lena
- 1979: Der Alte – Eine große Familie : Willy Pelz
- 1980: Achtung Zoll!
- 1980: Nirgendwo ist Poenichen – Fernseh-Mehrteiler
- 1981: Ein Fall für zwei – Fuchsjagd
- 1981–1982, 1988, 1992: Büro, Büro
- 1981: Derrick – Am Abgrund
- 1982: Die Krimistunde (Fernsehserie, Folge 2, Episode: „Mein kleiner Betrüger“)
- 1982: Derrick – Eine Falle für Derrick
- 1983: Der Schnüffler
- 1983: Bau, Schau, Wem
- 1983–1984: Unser Mann vom Südpol
- 1986: Tatort – Einer sah den Mörder
- 1986: Zweikampf
- 1986: Derrick – Ein eiskalter Hund
- 1986: Polizeiinspektion 1 – Moralische Verpflichtung
- 1987: Die Krimistunde (Fernsehserie, Folge 28, Episode: „Verbrechen aus Leidenschaft“)
- 1987: Tatort – Pension Tosca oder Die Sterne lügen nicht
- 1988: Jakob und Adele – Kurerlebnisse
- 1988–1989: SOKO 5113
- 1989: Ein Heim für Tiere (Fernsehserie, eine Folge)
- 1991: Forsthaus Falkenau – Manöver

## Mitarbeit an Drehbüchern
- 1960/61: Mein Mann, das Wirtschaftswunder
- 1964: Der Feigling und die Tänzerin (TV-Film)

## Hörbücher und Hörspiele
- 1974: Theo Lingen: Kidnapping – Regie: Heinz Günter Stamm (Hörspiel – BR)
- Fix und Foxi
- Momo
- Sindbad der Seefahrer
- Paddington Bär
- Der kleine Wassermann
- Der letzte Mohikaner
- Der kleine Muck
- Der Wildtöter (1968)
- Die Kinder des Kapitän Grant
- Abenteuer des starken Wanja
- Sherlock Holmes, EUROPA Hörspiele (1983)
- Paradies neu zu vermieten
- Der letzte Detektiv (Computerstimme von Sam, Folge 1–4)

Des Weiteren ist Wichmann in zahlreichen Kriminalhörspielen zu hören.

## Theaterstücke
- Wenn der Weg endet, 1955
- Keine Zeit für Heilige, 1958
- Eine kleine Traumfabrik, musikalisches Lustspiel, (Musik: Konrad Elfers) 1959
- Der Feigling und die Tänzerin, Komödie, 1962
- Signal der Kirschblüte, 1963
- Die Legende von Meyer III. Ein Stück ohne Zeit, 1965
- Reiner Zufall, Krimalstück, 1982